# Musée des Beaux-Arts Hakutsuru
Le musée des Beaux-Arts Hakutsuru (白鶴美術館, Hakutsuru Bijutsukan) ouvre ses portes en 1934 à Kōbe, préfecture de Hyōgo au Japon afin d'exposer la collection de Kanō Jihei, septième président de la Hakutsu Sake Brewing Company (白鶴酒造). À ce titre, c'est l'un des premiers musées japonais privés. La collection de quelque 1 450 items comprend deux trésors nationaux et vingt-deux biens culturels importants.

## Collection

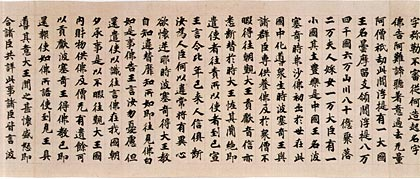
Le sūtra du sage et du fou (Trésor national); deux rouleaux de l'époque de Nara, anciennement propriété du Tōdai-ji

La collection comprend des bronzes chinois, des céramiques chinoises, de l'argenterie, des miroirs et des bijoux, des écrits et des peintures. Les deux Trésors nationaux de la collection sont deux rouleaux de l'époque de Nara du Sutra du sage et du fou attribué à l'empereur Shōmu et soixante et onze rouleaux ds époque de Nara à Edo de l'Instruction manuelle du sūtra du Nirvana,. Il y a aussi un collier en or avec un magatama de Jadéite datant de la période Kofun (BCI).

## Bâtiments
Le Honkan (bâtiment principal) en béton armé avec un toit couvert de tuiles en cuivre, un cellier en terre et un bâtiment de bureaux datant tous de 1934 et un chashitsu (maison de thé) de 1929 sont enregistrés au patrimoine culturel du Japon. Une nouvelle aile a ouvert en 1995 pour erposed des tapis du Proche-Orient.